# Yarula
Yarula è un comune dell'Honduras facente parte del dipartimento di La Paz.
Il comune risulta come entità autonoma già nella divisione amministrativa del 1896.